# Arne Brunnberg
Arne Oskar Robert Brunnberg, född 26 december 1909 i Engelbrekts församling i Stockholm, död 3 augusti 2001 i Västerleds församling i Stockholm, var en svensk jurist.
Brunnberg avlade juris kandidatexamen 1936 och blev fiskal i Svea hovrätt 1939, assessor där 1948, sakkunnig i Handelsdepartementet 1948 och i Justitiedepartementet 1951, var byråchef för lagärenden i Inrikesdepartementet 1953–1955, ledamot av Lagberedningen 1955–1960 och hovrättsråd i Svea hovrätt 1957–1960. Han var justitieråd i Högsta domstolen 1960–1976, under 1976 som ordförande på avdelning i HD. Brunnberg var ledamot av lagrådet 1965–1967 samt dess ordförande 1971, 1977 och 1978. Han var ordförande i Statens grupplivnämnd 1963–1980.
Åren 1977–1988 var han utgivare för Nytt juridiskt arkiv.
Brunnberg var från 1939 gift med juris kandidat Karin Undén, dotter till Östen Undén. Makarna Brunnberg är begravna på Bromma kyrkogård.

## Utmärkelser
- Riddare av Nordstjärneorden, 1958.[3]
- Kommendör av första klassen av Nordstjärneorden, 6 juni 1963.[4]
- Kommendör med stora korset av Nordstjärneorden, 6 juni 1970.[5]